# 제임스 카메론
제임스 프랜시스 카메론(영어: James Francis Cameron, 표준어: 제임스 캐머런, 1954년 8월 16일 ~ )은 캐나다의 감독, 각본가, 제작자, 편집자 및 투자자이다. 대표적인 작품으로는 《터미네이터》(1984), 《에이리언2》(1986), 《어비스》(1989), 《터미네이터 2: 심판의 날》(1991), 《트루 라이즈》(1994), 《타이타닉》(1997), 그리고 최신작 《아바타》(2009) 등이 있다. 2009년 12월, 할리우드 명예의 거리에 올랐다.
2012년 3월 26일 혼자 'Deepsea Challenger' 잠수정을 타고 세계에서 가장 깊은 바다인 마리아나 해구에 도달했다.

## 유년기
카메론은 캐나다 온타리오주 카푸스카잉에서 예술가이자 간호사였던 어머니 시즐리와 엔지니어인 아버지 필립스 카메론 사이에서 태어났다. 그는 그곳에서 자랐고 1971년에는 캘리포니아주 브레아으로 이사를 간다. 그는 캐나다에서 이주할 때 고등학교 졸업장이 없어 지역 고등학교를 졸업하고, 풀러턴 대학교에서 물리학을 전공하였으나 영문학으로 전과하였고, 캘리포니아 주립 대학교 풀러턴으로 편입하였다. 그는 스타워즈를 좋아했고 그래서 스타워즈의 감독 조지 루커스가 다녔던 서던캘리포니아 대학교 도서관을 자주 방문하여 많은 도서를 읽게 되었다.
소설가가 되기 위해 대학을 중퇴한 후 그는 영화에 흥미를 갖고 단편 영화를 만들기 위해 식당웨이터, 오렌지카운티 지역 트럭 운전수로 일하기도 했다. 그러던 중 1977년 《스타 워즈》를 관람하게 되는데 이것을 보고 나서 그는 바로 운전수로서의 일을 그만두고 영화 제작소에서 일하게 된다. 그가 영화극본가 시드 필드의 책인 '스크린플레이'를 읽고 그것은 과학과 예술을 통합시키는 걸 가능케 한다고 했다. 그는 그 후 과학서적이나 픽션을 읽게 된다. 본격적인 영화 제작을 위해 그는 그의 지인들과 함께 돈을 모았고 카메라, 필름, 렌즈, 스튜디오 등을 빌림으로써 그의 커리어가 시작됐다.

## 초기
그는 그의 제작 기술을 계속 공부해 나갔고, 제작자 로저 코먼 스튜디오에서 일하기 시작했다. 그는 코먼의 지도 아래 점점 기술이나 제작법을 연마했고 드디어 1980년 그의 아래서 예술 감독으로서 데뷔한 《베틀 비욘드 더 스타즈》를 감독한다. 또한 1981년에는 영화《뉴욕을 도망치다》와 《갤럭시 오브 테러》의 프로덕션 디자이너로 참여하기도 했다. 또한 이듬해인 1982년에는 공상 과학 영화《안드로이드》에도 참여한다.
카메론은 1981년 영화《피라냐 2》에서 첫 감독을 맡으며 데뷔한다. 그러나 안타깝게도 감독이 프로젝트에서 나갔고 그를 고용했던 이탈리아 감독과도 결별했었기 때문에 성공하진 못했다. 이 영화는 이탈리아 로마에서 촬영했으며 자메이카에서도 촬영했다.

## 성공기

### 터미네이터
카메론은 《터미네이터》의 대본을 완성한 뒤 이것을 영화로 제작하겠다는 결정을 내렸다. 그러나 프로젝트 회사가 그와 계약했지만 그의 계획을 꺼려했다. 결국 그는 헴데일 픽쳐스와 작업하기로 했고 영화 제작자이자 극본가이며, 당시 그녀만의 개인 회사를 차렸던 게일 앤 허드를 만났고 시나리오에 대해 들은 그녀는 그의 시나리오를 단 1달러에 샀다. 그녀는 그를 프로듀서로서 고용했고 마침내 처음으로 총감독이 되어 영화를 제작하게 된다.
제작에 돌입한 그는 배역을 누가할지 고민했는데 특별히 그는 근육질의 남성을 바라진 않았다. 그는 처음에 자신의 영화의 출연한 바 있는 랜스 헨릭슨을 만났지만 성사되지 않았다. 하지만 아널드 슈워제네거와 함께 점심을 같이하면서 배역에 대해 고민하던 중 그가 배역 중 한 명인 카일 리스에 정해졌지만 다시 짜여 결국에는 오늘날과 같은 배역이 짜였다.
《터미네이터》는 박스오피스에서 대성공을 이루었다. 640만 달러의 예산을 투입하여 7천 8백만 달러의 이익을 남겼고, 당시 공상 과학 액션 영화의 정상으로 우뚝 서게 되었다.

### 람보 II
1980년대 카메론은 세 개의 작품 시나리오를 썼는데 바로 그중 하나가 람보 2이다. 이 영화 역시 1980년대 액션 영화로 크게 흥행하였다.

### 에이리언 2
카메론은 리들리 스캇이 1979년에 제작한 영화 《에이리언》의 새 속편을 제작하기로 했다. 그는 이 속편의 이름을 《에이리언 2》로 정하고 전편의 주역이었던 배우 시고니 위버를 '엘렌 리플리'로 섭외한다. 그러나 그와 함께 프로젝트를 했던 직원은 이 속편 제작에 대해 반발했고 그를 믿지 못했다. 이 밖에도 여러 문제가 있었지만 영화는 박스오피스에서 성공적이었다.
이 영화는 아카데미 상 후보자에 올랐고 매인 캐릭터였던 위버에게는 '베스트 여성 연기상', '베스트 아트 디렉션상', '베스트 영화 제작상', '베스트 오리지널 사운드 트랙상', 이렇게 네 부문에 후보가 되었었다. 게다가 '베스트 사운드 제작상', '베스트 비주얼 효과상' 부문에서는 대상을 수여 받았고, 《타임즈》에서도 영화에 대해 소개하며 호평을 안겨주었다. 이때부터 그의 프로젝트 팀은 그가 바라는 대로 영화를 제작할 수 있게 되었고 팀도 카메론을 신뢰했다고 한다.
1987년에는 사운드트랙들이 런던 심포니 오케스트라에 의해 공연된 바 있으며 1억 3천 만 달러가 넘는 수익을 벌어들였다.

### 어비스
대성공을 기록한 그는 다음 작품에 대해 궁리하였는데 바로 그 작품이 《어비스》라는 작품이었다. 사실 이 작품은 그가 고등학교 시절서부터 구상했던 시나리오였으며 이것을 그는 영화화한 것이다. 그는 에드 해리스, 메리 엘리자베스 매스트런토니오, 마이클 빈 등을 캐스팅했다. 예산으로는 4천만 달러의 예산이 들었고 1990년 오스카 상에서 '베스트 비주얼 효과상' 대상을 수여 받았다. 또한 아카데미 상 '사이언스 픽션 상' 등 세 개의 어워드에서 우승한 바 있다. 이 영화는 9천 만 달러의 수익을 냈다.

## 감독 작품
| 연도 | 한국어 개봉명           | 영어 개봉명                | 비고           |
| ---- | ----------------------- | -------------------------- | -------------- |
| 2025 | 아바타: 불과 재         | Avatar: Fire and Ash       |                |
| 2022 | 아바타: 물의 길         | Avatar: The Way of Water   |                |
| 2009 | 아바타                  | Avatar                     |                |
| 2005 | 에이리언 오브 더 딥     |                            | 다큐멘터리     |
| 2003 | 심해의 영혼들           |                            | 다큐멘터리     |
| 1997 | 타이타닉                | Titanic                    |                |
| 1994 | 트루 라이즈             | True Lies                  |                |
| 1991 | 터미네이터 2: 심판의 날 | Terminator 2: Judgment Day |                |
| 1989 | 어비스                  | The Abyss                  |                |
| 1986 | 에이리언 2              | Aliens                     |                |
| 1984 | 터미네이터              | The Terminator             |                |
| 1982 | 피라나 2                | Piranha II: The Spawning   | 감독 데뷔 작품 |
| 1978 | 제노제네시스            |                            | 단편 영화      |

## 차기 프로젝트
- 《알리타: 배틀 엔젤》 - 일본 만화 《총몽》을 원작으로 감독, 각본, 제작까지 다 담당하고 있으며, 2019년 2월 개봉하였다.
- 《마이크로 결사대》리메이크 - 원래는 《인디펜던스 데이》감독의 롤랜드 에머리히를 캐스팅 했으나 《2012》제작 때문에 제임스 카메론에게 리메이크 권을 넘겨 주었으며 현재 계획이 진행 중이다.
- 《헤비 매탈》 - 1980년대에 나온 일본 애니메이션의 원작으로 제임스 카메론이 제작으로 참여할 예정이다.
- 《더 다이브》 - 프리다이버 프란시스코 페레라스와 잠수 기록 갱신 도중 사망한 프리다이버 기록을 가진 프랑스 출신의 다이버이자 그의 아내인 오드나 메스트르의 일대기를 그린 작품으로 제작 혹은 감독로 참여할 예정이다.